# Nikon D700

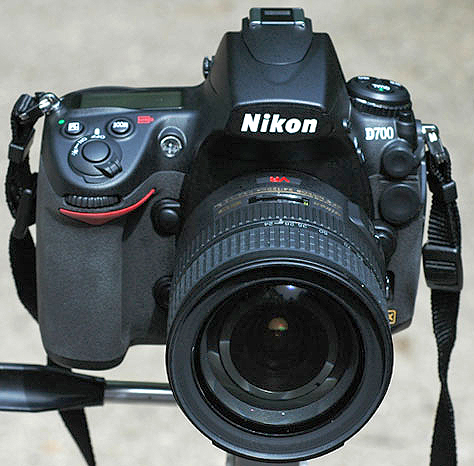

Nikon D700 — цифровий дзеркальний фотоапарат компанії Nikon, анонсований 1 липня 2008 року. Став другою після Nikon D3 моделлю компанії, оснащеною сенсором формату Nikon FX. В січні 2012 року модель була прибрана зі списку актуальних. Належить до лінійки професійних фотоапаратів, має волого- і пилозахищений корпус. 
Nikon D700 оснащений повноформатною матрицею з роздільною здатністю 12,1 мегапікселів і підтримує зміну чутливості в межах 200-6400 ISO. Спеціальний режим дозволяє «розширити» діапазон до 100-25600 ISO. Камера також обладнана новою системою автофокусування по 51 точці з можливістю вибору зони покриття в 9, 21 і 51 точку. Автофокусування може працювати в режимі автоматичного вибору точок фокусування, а також у режимі ручного вибору будь-якої з 51 точок фокусування за допомогою курсорів (без виклику додаткового меню). Апарат оснащений ультразвуковою системою видалення пилу з матриці.
Камера дозволяє зберігати знімки у форматах JPEG, TIFF і NEF. Для збереження використовується один слот для карт пам'яті CompactFlash (тип I). Для підключення до відеотехніки передбачений HDMI роз'єм. При підключенні до комп'ютера по USB, камера дозволяє зберігати знімки на комп'ютер відразу після натискання кнопки затвора по протоколу PTP. Перегляд даних відеовиходу по USB не підтримується.
Новий процесор EXPEED з 14-розрядним аналого-цифровим перетворенням і 16-розрядною обробкою зображень дозволяє знімати зі швидкістю 5 кадрів на секунду (8 кадрів на секунду з додатковим батарейним блоком MB-D10).